# 이케가미정
이케가미정(일본어: 池上町)은 도쿄부 에바라군에 설치되었던 정이다. 현재의 도쿄도 오타구 중앙부에 해당한다.